# Вігабатрин
Вігабатрин — лікарський засіб з групи протисудомних препаратів, структурний аналог ГАМК, вибірковий необоротний інгібітор ГАМК-трасферази, який використовується для лікування резитентної парціальної епілепсії з вторинною генералізацією або без неї, для лікування інфантильних спазмів і рефрактерних комплексних парціальних нападів та інших видів погано контрольованої епілепсії, при непереносимості або неефективності інших протисудомних засобів.
Механізм дії полягає в пригніченні розпаду γ-аміномасляної кислоти (ГАМК). Вігабатрин також відомий як γ-вініл-ГАМК, є структурним аналогом ГАМК, але не зв’язується з рецепторами ГАМК.
Вігабатрин зазвичай використовується лише у випадках резистентної до лікування епілепсії через ретинотоксичність, що в тяжких випадках може призвести до постійної втрати зору.

## Медичне використання

### Епілепсія
У Канаді вігабатрин схвалений для використання як допоміжіний препарат в комбінації з іншими препаратами при резистентній до лікування епілепсії, комплексних парціальних нападах, вторинних генералізованих нападах і для монотерапії інфантильних спазмів при синдромі Веста.
Станом на 2003 рік вігабатрин використовується у Мексиці для лікування епілепсії, яка погано контролюється за допомогою інших методів, або для пацієнтів з нещодавно діагностованим діагнозом, які не пробували інші препарати (монотерапія).
Вігабатрин також показаний для монотерапії при вторинно генералізованих тоніко-клонічних судомах, парціальних нападах та інфантильних спазмах, спричинених синдромом Веста. Але переважно, є препаратом для додаткової терапії, як доповнення до основного протиепілептичного засобу.

### Використання в інших цілях
Вігабатрин зменшував симптоми панічного розладу, спричинені тетрапептидом холецистокініну, на додаток до підвищених рівнів кортизолу та АКТГ у здорових добровольців. Проте, для лікування розладів тривожного спектру офіційно схвалений не був.
Вігабатрин також використовується для лікування судом при дефіциті бурштинової напівальдегіддегідрогенази (SSADHD).

## Побічні ефекти

### Центральна нервова система
Сонливість (12,4%), головний біль (3,8%), запаморочення (3,8%), тривожність (2,7%), депресія (2,5%), порушення пам'яті (2,3%), диплопія (2,2%), агресивність та збудження (2,0%), атаксія (1,9%), запаморочення (1,9%), гіперактивність (1,8%), втрата зору (1,6%) (див. нижче), сплутаність свідомості (1,4%), безсоння (1,3%), порушення концентрації уваги (1,2%), декомпенсація розладів особистості ( 1,1%). З 299 дітей 33 (11%) стали гіперактивними.
У деяких пацієнтів під час терапії вігабатрином  можуть розвиватись психотичні стани, які частіше зустрічаються у дорослих, ніж у дітей. Розвиток психотичної симптоматики може розвиватись навіть за умов відсутності психіатричних розладів в анамнезі. Інші рідкісні побічні ефекти з боку ЦНС включають тривогу, емоційну лабільність, дратівливість, тремор, аномальну ходу та розлади мови.

### Шлунково-кишковий тракт
Біль у животі (1,5%), закреп (1,4%), блювота (1,4%)  та нудота (1,4%). Диспепсія та підвищений апетит спостерігалися менш ніж у 1% пацієнтів у клінічних дослідженнях.

### Загальні побічні ефекти
Втома (9,2%), збільшення маси тіла (5,0%), астенія (1,1%).

### Тератогенність
Тератологічні дослідження, проведені на кроликах, показали, що доза 150 мг/кг/день викликала розщеплення піднебіння у 2% дітей, тоді як доза 200 мг/кг/день спричиняла це у 9% випадків. Згідно з дослідженням, опублікованим у березні 2001 року, ризик тератогенних ефектів може бути пов’язаним із зниженням рівня метіоніну. У 2005 році було опубліковано дослідження, проведене в Університеті Катанії, яке показало, що щури, чиї матері вживали 250-1000 мг/кг/день мали нижчу продуктивність у водному лабіринті та завданнях на відкритому повітрі. Щури, які отримуавли дози в 750мг/кг/день мали недостатню вагу при народженні та не наздогнали контрольну групу, а щури при дозах 1000 мг/кг/день не пережили вагітності.
Контрольованих тератологічних даних у людей на сьогодні немає.

### Вплив на зір
У 2003 році Фрізен і Мальмгрен дослідили, що вігабатрин  може викликати необоротну дифузну атрофію шару нервових волокон сітківки в ретроспективному дослідженні 25 пацієнтів. Це найбільше впливає на зовнішню область (на відміну від макулярної або центральної області) сітківки. Про дефекти поля зору повідомляли ще в 1997 році Том Еке та інші у Великобританії. Деякі інші автори вважають, що втрата поля зору та електрофізіологічні зміни можуть бути помітні у 50% пацієнтів, які отримують лікування препаратом.
Токсичність вігабатрину для сітківки можна пояснити дефіцитом таурину.

## Взаємодії
Згідно дослідження, опублікованого в 2002 році, було виявило, що вігабатрин спричиняє статистично значуще збільшення плазмового кліренсу карбамазепіну.
У 1984 році доктори Ріммер і Річенс з Уельського університету під час досліджень повідомили, що застосування вігабатрину з фенітоїном знижує концентрацію фенітоїну в сироватці крові у пацієнтів із резистентною до лікування епілепсією.

## Фармакологія
За механізмом дії вігабатрин є вибірковим необоротним інгібітором ГАМК-трансферази - ферменту, відповідального за катаболізм ГАМК. Інгібування ГАМК призводить до підвищення рівня ГАМК у мозку. Вігабатрин є рацемічною сполукою, фармакологічно активним є його [S]-енантіомер.

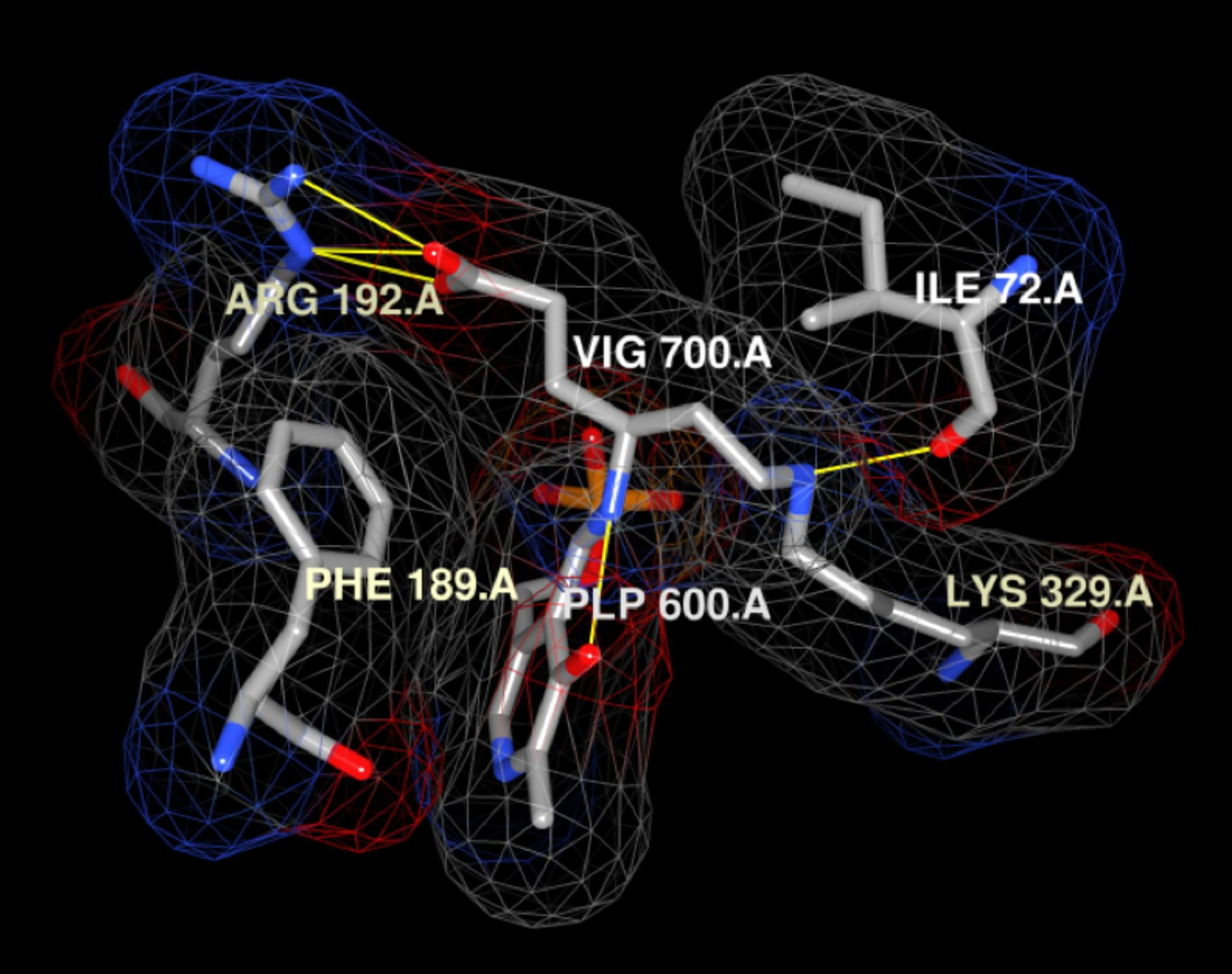
Кристалічна структура (pdb:1OHW), що демонструє зв’язування вігабатрину зі специфічними залишками в активному центрі GABA-AT, на основі експериментів Storici et al.

## Фармакокінетика
У більшості препаратів період напіввиведення є показником графіків дозування та часу, необхідного для досягнення рівноважних концентрацій . Але у випадку вігабатрину було виявлено, що період напіврозпаду  набагато довший, ніж період напіввиведення.
Прямої кореляції між концентрацією в плазмі та ефективністю немає. Тривалість дії препарату залежить від швидкості ресинтезу ГАМК-трансамінази.

## Історія
Вігабатрин був розроблений у 1980-х роках з конкретною метою підвищення концентрації ГАМК у мозку для контролю над епілептичними нападами. Для цього препарат був розроблений таким чином, щоб необоротно інгібувати ГАМК-трансаміназу, яка руйнує субстрат ГАМК. Препарат був схвалений для лікування у Великій Британії в 1989 році. Управління з контролю за якістю харчових продуктів і медикаментів США двічі відкладало прийняття рішення про дозвіл на санкціоноване використання вігабатрину в Сполучених Штатах до 2009 року. У 1983 році при випробуваннях на тваринах, було виявлено випадки розвитку інтрамієлінічного набряку, але ефект не був очевидним у випробуваннях на людях, тому розробка препарату була продовжена. У 1997 році випробування були тимчасово призупинені через численні повідомлення про побічні ефекти з боку зору.

## Суспільство і культура

### Правовий статус
Вігабатрин (Sabril) був схвалений для медичного застосування в США у серпні 2009 року.
У квітні 2017 року Управління з контролю за якістю харчових продуктів і медикаментів США (FDA) схвалило перші генеричні пакети порошку для пероральної версії розчину вігабатрину. У січні 2019 року FDA було схвалнено найпершу генеричну версію вігабатрину в таблетках для перорального застосування.
Торгові марки
Вігабатрин продається під торговими марками Sabril, Vigafyde,  і Vigpoder. 
Вігабатрин присутній на рикнках як Sabril у Канаді, Мексиці,  Великобританії. Україні Торгова марка в Данії – Sabrilex.
Випускається у вигляді таблеток по 0,5 г.